# Gemel Smith
Gemel Smith (* 16. April 1994 in Toronto, Ontario) ist ein kanadischer Eishockeyspieler, der seit Dezember 2024 bei den Bridgeport Islanders aus der American Hockey League (AHL) auf Probe unter Vertrag steht und dort auf der Position des Centers spielt. Zuvor war Smith unter anderem für die Dallas Stars, Boston Bruins, Tampa Bay Lightning und Detroit Red Wings in der National Hockey League (NHL) aktiv. Sein jüngerer Bruder Givani Smith ist ebenfalls professioneller Eishockeyspieler.

## Karriere
Smith spielte zunächst von Beginn der Saison 2010/11 an bis zum Januar 2014 für die Owen Sound Attack in der Ontario Hockey League (OHL). Während dieser Zeit war er im NHL Entry Draft 2012 in der vierten Runde an 104. Position von den Dallas Stars aus der National Hockey League (NHL) ausgewählt worden und hatte zudem die Attack im Memorial Cup 2011 vertreten. Im Januar 2014 wechselte der Stürmer innerhalb der OHL zu den London Knights, mit denen er ebenfalls am Memorial Cup teilnahm.
Nach Beendigung der Spielzeit wurde Smith im Mai 2014 von den Dallas Stars unter Vertrag genommen. Der Angreifer wurde mit Beginn der Saison 2014/15 für die folgenden zwei Spieljahre im Farmteam Texas Stars in der American Hockey League (AHL) eingesetzt. Zu Beginn der Saison 2016/17 feierte er schließlich sein NHL-Debüt, nachdem er erstmals aus dem AHL-Kader in die NHL berufen wurde. Ab der Spielzeit 2017/18 kam er regelmäßig für Dallas zum Einsatz.
Nach über vier Jahren in der Organisation der Stars wurde Smith im Dezember 2018 von den Boston Bruins verpflichtet, als er über den Waiver zurück in die AHL geschickt werden sollte. Mit der Ausnahme von drei NHL-Spielen für Boston verbrachte Smith den Rest der Spielzeit bei den Providence Bruins in der AHL. Im Juli 2019 wechselte er schließlich als Free Agent zu den Tampa Bay Lightning. Das Team gewann am Ende der Playoffs 2020 den Stanley Cup, jedoch bestritt Smith nicht ausreichend Partien, um auf der Trophäe verewigt zu werden. Gleiches geschah am Ende der Spielzeit 2020/21. Nach zweieinhalb Jahren in Tampa gelangte er im Januar 2022 über den Waiver zu den Detroit Red Wings, kehrte jedoch knapp einen Monat später über denselben Weg wieder zu den Lightning zurück. Mit Beginn der Spielzeit 2022/23 lief der Stürmer für Tampas Farmteam, die Syracuse Crunch, auf, ehe er im Februar 2023 an deren Ligakonkurrenten Henderson Silver Knights ausgeliehen wurde.
Nachdem Smith zu Beginn der Free-Agent-Phase kein entsprechendes Angebot in Nordamerika erhalten hatte, unterzeichnete der Kanadier Mitte Juli 2023 einen Vertrag beim belarussischen Hauptstadtklub HK Dinamo Minsk aus der Kontinentalen Hockey-Liga (KHL). Er verließ Dinamo aber bereits im November desselben Jahres nach lediglich 15 Einsätzen und schloss sich in der Folge bis zum Ende der Saison 2023/24 dem chinesischen Ligakonkurrenten Kunlun Red Star an. Im Oktober 2024 folgte für Smith ein kurzes Engagement über sieben Spiele bei den Syracuse Crunch in der AHL, bevor er im Dezember desselben Jahres einen Probevertrag bei den Bridgeport Islanders erhielt.

### International
Smith vertrat sein Heimatland beim Ivan Hlinka Memorial Tournament 2011 sowie der U18-Junioren-Weltmeisterschaft 2012 in Tschechien. Dabei gewann der Stürmer beim Ivan Hlinka Memorial Tournament die Goldmedaille. Bei der U18-Junioren-Weltmeisterschaft konnte er in sieben Spielen fünf Scorerpunkte zum Gewinn der Bronzemedaille beisteuern.

## Erfolge und Auszeichnungen
- 2011 Goldmedaille beim Ivan Hlinka Memorial Tournament
- 2012 Teilnahme am CHL Top Prospects Game
- 2012 Bronzemedaille bei der U18-Junioren-Weltmeisterschaft

## Karrierestatistik
Stand: Ende der Saison 2023/24

### International
Vertrat Kanada bei:
- Ivan Hlinka Memorial Tournament 2011
- U18-Junioren-Weltmeisterschaft 2012

(Legende zur Spielerstatistik: Sp oder GP = absolvierte Spiele; T oder G = erzielte Tore; V oder A = erzielte Assists; Pkt oder Pts = erzielte Scorerpunkte; SM oder PIM = erhaltene Strafminuten; +/− = Plus/Minus-Bilanz; PP = erzielte Überzahltore; SH = erzielte Unterzahltore; GW = erzielte Siegtore; 1 Play-downs/Relegation; Kursiv: Statistik nicht vollständig)